# Ariadna taprobanica
Ariadna taprobanica là một loài nhện trong họ Segestriidae.
Loài này thuộc chi Ariadna. Ariadna taprobanica được Eugène Simon miêu tả năm 1906.